# Iridopsis reissi
Iridopsis reissi là một loài bướm đêm trong họ Geometridae.